# خسرو مرزا
خسرو مرزا (و. 1587 – 1622 م) هو أمير من سلطنة مغول الهند، ولد في لاهور، توفي في هضبة الدكن، عن عمر يناهز 35 عاماً. كان الابن الأكبر للإمبراطور المغولي جهانجير وزوجته الأولى شاه بيجوم.
كان الأمير صاحب الكاريزما محبوبًا من عامة الناس المعروفين على نطاق واسع ببسالة وموهبة المعركة، وكان خاليًا من كل رذائل الناس في عصره. من الملاحظ أن أكبر اعتاد أن يرى نفسه في خسرو، كقائد ساحة معركة شجاع وقادر وموهوب وشخص كاريزمي. كان لدى خسرو ميرزا أشخاص أقوياء يدعمونه بما في ذلك والد زوجته ميرزا عزيز كوكا، وعمه راجا مان سينغ، والملكة الأم مريم أوز زماني، وسليمة سلطان بيجوم، وشقيقة جهانجير المفضلة شاكر أون نيسا بيجوم، وجميعهم من هم الذين حاولوا معًا الحصول على عفو للأمير الفاتن وإنقاذه من عقوبة الإعدام.